# استرپینگ یانگ لد
استرپینگ یانگ لد (به انگلیسی: Strapping Young Lad و به اختصار: SYL) یک گروه اکستریم متال کانادایی بود که توسط دوین تاونسند در ونکوور در سال ۱۹۹۴ تشکیل شد. گروه به عنوان یک پروژهٔ استودیویی تک‌نفره شروع به کار کرد. تاونسند بیشتر سازهای اولین آلبوم سال ۱۹۹۵ با نام سنگین به عنوان یک چیز واقعأ سنگین را نواخت. تا سال ۱۹۹۷، او اعضای دائمی را جذب کرد. این ترکیب که شامل تاونسند در خوانندگی و گیتار، جد سایمون در گیتار، بایرون استرود در بیس و جین هوگلن در درام بود، تا زمان انحلال گروه ادامه داشت.
ویژگی موسیقی استرپینگ یانگ لد استفاده از ریفینگ گیتار پلی‌ریتمیک و درام، ضربات انفجاری و دیوار صوتی بود. هدایت موسیقایی گروه عمدتاً توسط تاونسند تعیین شد، که نبرد او با سلامت روان و حس شوخ‌طبعی تأثیرات عمده‌ای بر ترانه‌سرایی او داشت. تاونسند همچنین به خاطر ظاهر عجیب و غریب و رفتار روی صحنه‌اش مورد توجه قرار گرفت، که تا حد زیادی به اجرای زندهٔ شدید گروه کمک کرد.
این گروه از آلبوم خود، شهر، در سال ۱۹۹۷ به موفقیت چشمگیری دست یافت و به طرفداران موسیقی زیرزمینی فزاینده‌ای دست یافت. پس از یک وقفه بین سال‌های ۱۹۹۹ و ۲۰۰۲، گروه سه آلبوم دیگر منتشر کرد و با تلاش سال ۲۰۰۶، آلبوم سیاه جدید، به اوج تجاری خود رسید. تاونسند، استرپینگ یانگ لد را در مه ۲۰۰۷ منحل کرد و تصمیم خود را برای عقب‌نشینی از دید عموم اعلام کرد و همزمان به ضبط آلبوم‌های انفرادی ادامه داد.

## سبک موسیقی، تأثیرات و تم‌های غزلی
استرپینگ یانگ لد به خاطر صدای ترش/اینداستریال متال خود معروف است و همچنین آن را با عناصر بلک متال، دث متال، گروو متال و نویز ترکیب می‌کند. بسیاری از آهنگ‌های گروه، سبک آوازی همه‌کارهٔ تاونسند را به نمایش می‌گذارد، که اغلب در طول یک آهنگ از جیغ و غرغر به آوازی تمیز یا حتی فالستتو تغییر می‌کند. به گفتهٔ تاونسند، گروه به‌عنوان «خروجی برای غمگین شدن» او عمل می‌کرد و دو پروژهٔ اصلی او، گروه ملودیک‌تر دِ دوین تاونسند و گروه تهاجمی استرپینگ یانگ لد «قرار بود مثبت و منفی باشند». برای رسیدن به صدایی آشفته و ناآرام، گروه از امضاهای زمان پیچیده، ترکیب پلی‌ریتمیک، ضربان انفجاری، نمونه‌برداری، افکت‌های صفحه کلید و تولید لایه‌ای پیچیده استفاده کرد. تاونسند از جدیدترین فناوری موجود، مانند پرو تولز، کیوبیس استینبرگ و لاجیک پرو هنگام ضبط، میکس و تولید آهنگ‌های گروه استفاده می‌کرد. او که خود را «طرفدار مولتی‌ترکینگ» معرفی می‌کرد، یک «دیوار صدا» لایه‌لایه‌ای و جوی ایجاد کرد که به نشانه‌ای از سبک تولید گروه تبدیل شد (به استثنای آلبوم خود با نام گروه که هیچ نمونه یا لایه‌بندی آوازی نداشت). ایده‌های موسیقی و سبک تولید تاونسند با فیل اسپکتور و فرانک زاپا مقایسه شده است. استرپینگ یانگ لد تا قبل از آلبوم سیاه جدید که تأکید بیشتری بر ملودی نسبت به آلبوم‌های قبلی آنها داشت، بیشتر از  تک‌نوازی گیتار اجتناب کرد.

### تأثیرات
استرپینگ یانگ لد از طیف وسیعی از ژانرهای موسیقی، برجسته‌ترین، اما نه منحصراً، هوی متال، تأثیر گرفت. تاونسند، در میان دیگران، گروه‌های جوداس پریست، Zoviet France، جینز ادیکشن، Grotus، و فرانک زاپا را به عنوان تأثیرات خود ذکر کرد، و همچنین در موارد متعددی تحسین خود را برای گروه مشوگا ابراز کرد و آنها را «بهترین گروه متال روی سیاره» نامید. سایمون و استرود گروه‌های هارد راک کلاسیک مانند ای‌سی/دی‌سی، لد زپلین، کیس و گروه‌های ترش و دث متال قدیمی مانند اکسدس، اسلیر و موربید آنجل را در میان تأثیرات خود برشمردند، در حالی که تأثیرات هوگلن بسیار گسترده است. به سبکی از استیوی واندر گرفته تا نوازندگان درام پراگرسیو راک مانند نیل پیرت، تری بوززیو و نیک میسن. تاونسند بیان کرد که تأثیرات اصلی خود برای آلبوم سنگین به عنوان یک چیز واقعاً سنگین، گروه‌های نیپالم دث و فیر فکتوری بودند، آلبوم شهر تحت تأثیر گروه‌هایی مانند Fetus و White Noise، و تأثیرات آلبوم سیاه جدید، مشوگا بودند، و «بیشتر متال سنتی» مانند متالیکا.

### تم‌های غزلی
تاونسند ترانه‌سرای اصلی گروه بود. در حالی که دو آلبوم اول فقط کار او بود، آلبوم‌های بعدی دارای اقلیتی از «ریف‌ها، ایده‌های غزلی و عناوین آهنگ» توسط هم گروه‌های او بودند.
علیرغم بی‌رحمی موسیقی استرپینگ یانگ لد، آهنگ‌های آن‌ها حاوی نکاتی از طنز زبانی و تقلید از خود است. اشعار تاونسند غالباً با یک شوخ‌طبعی بیمارگونه به موضوعات جدی شخصی یا سیاسی می‌پرداختند. او حس حماقت گروه را به حس حماقت «ویرد ال یانکوویک» تشبیه کرده است. تأثیرات غزلی تاونسند طیف وسیعی از موضوعات، از جمله جنگ، قضایای ریاضی، و فیلم‌ها را پوشش می‌دهد. او همچنین از تکنیک ارجاع متقابل، تکرار خطوطی از آثار خود، مانند استرپینگ یانگ لد یا مطالب انفرادی استفاده کرد.

## اجراهای زنده

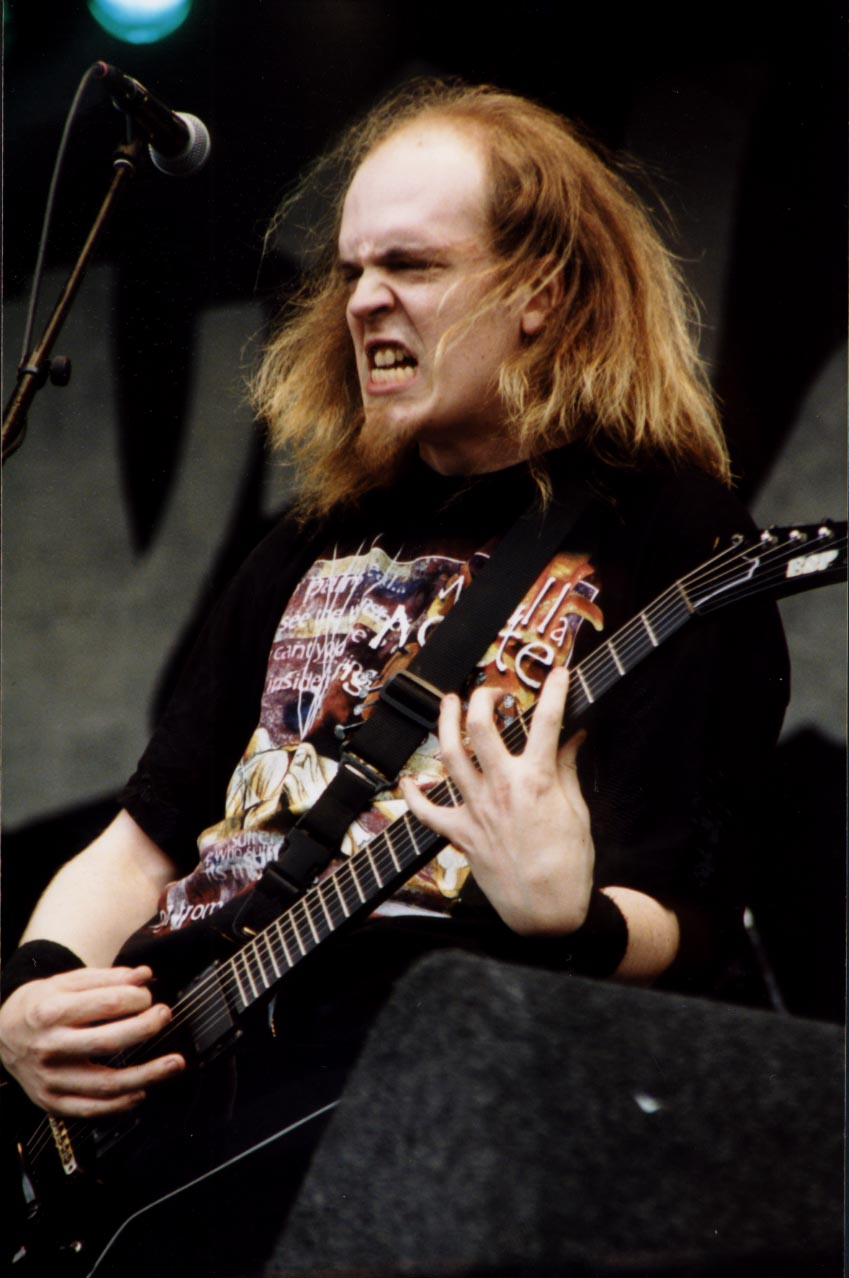
مدل موی مولت منحصر به فرد تاونسند و شخصیت صحنهٔ تهاجمی او را به «یکی از چهره‌های به یاد ماندنی» در جامعهٔ متال تبدیل کرده است.

استرپینگ یانگ لد به خاطر اجراهای زندهٔ پرانرژی‌اش معروف بود که بیشتر به خاطر ظاهر عجیب و غریب و شخصیت دوین تاونسند بود. آدریان بگرند از پاپ‌مترز نوشت: «هیچ‌کس در متال امروز به اندازهٔ گروه خودخواندهٔ طاس حرامزاده، دواین تاونسند، حضور قدرتمندی در صحنه ندارد» و استرپینگ یانگ لد را «یکی از بهترین گروه‌های زندهٔ اطراف» نامید. تاونسند به خاطر شیطنت‌های روی صحنه‌اش معروف بود. او طنز کنایه‌آمیز و زبان در گونهٔ خود را در برنامه‌های زنده ادغام کرد و به شدت با مخاطبان تعامل داشت. او سخنان کمیک و اغلب توهین‌آمیز را به آنها ارائه می‌کرد، ماشینگ را سازماندهی می‌کرد، و کلیشه‌های هوی متال و همچنین خود ژانر را تقلید می‌کرد.
رویکرد طنز گروه نیز با آهنگی که اغلب به صورت زنده از سال ۱۹۹۷ اجرا می‌شد، با عنوان «فراتر از متال»، تقلید از هوی متال کلاسیک، نشان داده شد. این آهنگ به یک اصلی زنده و مورد علاقهٔ طرفداران تبدیل شد و اشعار آن تقریباً در هر اجرا تغییر می‌کرد. اگرچه این فیلم به صورت زنده در بدون خواب تا زمان خواب و در دی‌وی‌دی برای کسانی در مورد راک ضبط شد، نسخهٔ استودیویی آن تا سال ۲۰۰۶ در طول جلسات آلبوم سیاه جدید ضبط نشد. گروه همچنین دربارهٔ میراث کانادایی خود طعنه‌آمیز بود، آنها از ترانهٔ «سرزنش کانادا» یک آهنگ کمدی ضد کانادایی از فیلم ساوت پارک: گنده‌تر، درازتر و بریده‌نشده به عنوان موسیقی مقدماتی در بسیاری از کنسرت‌های سال ۲۰۰۳ و ۲۰۰۴ استفاده کردند.
برای مدتی، استرپینگ یانگ لد همچنین مطالب انفرادی تاونسند را به صورت زنده پخش می‌کرد. در سال ۱۹۹۸، پس از انتشار بی‌نهایت، آنها شروع به اجرای هر دو آهنگ استرپینگ یانگ لد و تاونسند به عنوان دو مجموعهٔ جداگانه کردند. تا سال ۲۰۰۳ بود که تاونسند با انتشار تکامل تسریع‌شده یک گروه جداگانه به نام گروه دوین تاونسند تشکیل داد تا به عنوان گروه انفرادی تمام عیار خود عمل کند.

## ترانه‌شناسی

### آلبوم‌های استودیویی
- سنگین به عنوان یک چیز واقعاً سنگین (۱۹۹۵) Heavy as a Really Heavy Thing
- شهر (۱۹۹۷) City
- استرپینگ یانگ لد (۲۰۰۳) Strapping Young Lad
- بیگانه (۲۰۰۵) Alien
- سیاه جدید (۲۰۰۶) The New Black

### آلبوم زنده
- بدون‌خواب تا زمان خواب (۱۹۹۸) No Sleep 'till Bedtime

## اعضای گروه

### ترکیب نهایی
- دوین تاونسند – خواننده اصلی، گیتار، کیبورد (۲۰۰۷–۱۹۹۴)
- جد سایمون – گیتار، همخوان (۲۰۰۷–۱۹۹۵)
- بایرون استرود – بیس، همخوان (۲۰۰۷–۱۹۹۶)
- جین هوگلن – درام (۲۰۰۷–۱۹۹۶)

### اعضای پیشین
- آدریان وایت – درام (۱۹۹۵–۱۹۹۴)
- اشلی اسکریبنر – بیس (۱۹۹۵–۱۹۹۴)
- مایک سودار – گیتار (۱۹۹۵–۱۹۹۴)

### اعضای جلسه‌ای
- کریس بیز – درام (۱۹۹۴)
- اسموکین لد توت – درام (۱۹۹۴)
- کریس مایرز – کیبورد (۱۹۹۴)
- کریس والاگائو مینا – گیتار، همخوان (۲۰۰۷–۱۹۹۷)
- دیو یانگ – کیبورد، خواننده (۲۰۰۵)
- ویل کامپایا – کیبورد، سمپلر، همخوان (۲۰۰۲، ۲۰۰۶)

### اعضای تور
- جان مورگان – کیبورد (۱۹۹۷)
- دیو جن - کیبورد (۱۹۹۷)
- ماتئو کاراتوزولو – کیبورد (۱۹۹۸–۱۹۹۷)
- جیمی مایر – کیبورد (۱۹۹۹–۱۹۹۸)
- جیسون فیلیپچوک – کیبورد (۱۹۹۹)
- کریس والاگائو مینا – گیتار، همخوان (۲۰۰۲–۱۹۹۷)
- ویل کامپایا – کیبورد، همخوان (۲۰۰۲، ۲۰۰۷–۲۰۰۴)
- مونش سامی – کیبورد (۲۰۰۳)
- جان میلر – بیس (۲۰۰۵)[۲۸]
- جیمز مک‌دونا – بیس (۲۰۰۶)[۲۹]

## یادداشت
1. ↑  Bald Bastard
2. ↑  For Those Aboot to Rock